# Muscolo ioglosso
Nell'anatomia umana il muscolo  ioglosso chiamato anche jo-glosso fa parte dei muscoli estrinseci  della lingua.
È un muscolo laminare di forma quadrangolare che origina dal corpo e dalle grandi corna dell’osso ioide. Decorre in avanti, in alto e lateralmente al muscolo genioglosso. Le sue fibre si inseriscono lungo il margine inferolaterale del terzo posteriore della lingua. Con la sua contrazione la lingua si sposta in basso ed indietro.

## Anatomia
Si ritrova fra la vena linguale e l'arteria dorsale della lingua, mentre copre parte del ramo principale (l'arteria linguale) in mezzo alle sue diramazioni si osserva il legamento stilo-joideo.